# Globba emeiensis
Globba emeiensis là một loài thực vật có hoa trong họ Gừng. Loài này được Z.Y.Zhu mô tả khoa học đầu tiên năm 1984.